# 濫用精神藥物者輔導中心
濫用精神藥物者輔導中心（英文：Counselling Centre for Psychotropic Substance Abusers，CCPSA），旨在為間歇/慣性吸食危害精神毒品人士和邊緣青少年提供輔導、協助及相關資訊，並適時給予輔導、戒毒治療和康復服務，讓他們戒除服用危害精神毒品。為了讓需要基本治療的吸毒者盡早獲得醫療服務，輔導中心亦提供醫療支援服務，這包括購買診症服務和為每間中心提供一名精神科註冊護士。輔導中心又為在工作上可能接觸到吸食危害精神毒品者的專業人士，提供資訊和資源上的支援。

## 濫用精神藥物者輔導中心名單[1]
截至目前為止，本港設有十一間由社會福利署資助的濫用精神藥物者輔導中心，為吸食危害精神毒品人士提供預防和輔導服務。
| 機構名稱                        | 中心名稱                         | 服務地區         | 地址                                                                          | 電話     |
| ------------------------------- | -------------------------------- | ---------------- | ----------------------------------------------------------------------------- | -------- |
| 東華三院                        | 越峰成長中心 -中西南及離島服務處 | 中西南及離島區   | 上環禧利街二號東寧大廈1501-1504室 東涌服務分處 大嶼山東涌逸東(二)村美逸樓地下 | 28840282 |
| 東華三院                        | 越峰成長中心 -東區及灣仔服務處   | 東區及灣仔區     | 筲箕灣寶文街6號方樹泉社會服務大樓9樓                                          | 28840282 |
| 香港路德會社會服務處            | 路德會青怡中心                   | 觀塘區           | 觀塘馬蹄徑2號                                                                 | 27120097 |
| 香港基督教服務處                | PS33 -尖沙咀中心                 | 九龍城及油尖旺區 | 尖沙咀加連威老道33號                                                          | 23688269 |
| 香港基督教服務處                | PS33 -深水埗中心                 | 深水埗區         | 九龍深水埗南山邨南堯樓地下11-16室                                             | 35720673 |
| 香港青少年服務處                | 心弦成長中心                     | 荃灣及葵青區     | 新界荃灣大河道99號99廣場1101-03室                                             | 24021010 |
| 香港明愛                        | 明愛容圃中心                     | 屯門區           | 屯門大興邨興盛樓地下41-44號                                                   | 24537030 |
| 基督教香港信義會 社會服務部總處 | 基督教香港信義會天朗中心         | 元朗區           | 天水圍天晴邨天晴社區綜合服務大樓1樓102室                                      | 24469226 |
| 香港聖公會福利協會              | 新念坊                           | 沙田區           | 新界沙田水泉澳邨第二期明泉樓地下2室                                           | 82021313 |
| 香港路德會社會服務處            | 路德會青彩中心                   | 黃大仙及西貢區   | 將軍澳至善街6號怡明邨怡茵樓附翼1樓                                            | 23308004 |
| 香港路德會社會服務處            | 路德會青欣中心                   | 大埔及北區       | 上水清河邨清頌樓地下                                                          | 26600400 |

## 外部連結
- 香港特別行政區政府 - 保安局禁毒處 （页面存档备份，存于）
- 東華三院 - 越峰成長中心 （页面存档备份，存于）
- 香港路德會社會服務處 - 路德會青怡中心/路德會青欣中心
- 香港基督教服務處 - PS33
- 香港青少年服務處 - 心弦成長中心 （页面存档备份，存于）
- 香港明愛 - 容圃中心
- 基督教香港信義會 - 天朗中心 （页面存档备份，存于）
- 香港聖公會福利協會 - 新念坊 （页面存档备份，存于）